# Aviron aux Jeux olympiques d'été de 1948
Navigation
Berlin 1936 Helsinki 1952
Les épreuves d'aviron lors des Jeux olympiques d'été de 1948 ont eu lieu du 5 au 9 août 1948 à Londres au Royaume-Uni. Les compétitions rassemblent 310 athlètes, issus de 27 fédérations affiliées au Comité international olympique.

## Participation

### Participants
Le nombre indiqué entre parenthèses est le nombre d'athlètes engagés par chaque nation.
| - Afrique du Sud (5) - Argentine (26) - Australie (8) - Autriche (7) - Belgique (4) - Brésil (2) - Canada (11) - Cuba (5) - Danemark (25) - Égypte (1) |  | - Espagne (1) - États-Unis (26) - Finlande (5) - France (22) - Grande-Bretagne (26) - Grèce (8) - Hongrie (9) - Irlande (9) - Italie (26) - Norvège (14) |  | - Pays-Bas (6) - Portugal (14) - Suède (3) - Suisse (19) - Tchécoslovaquie (4) - Uruguay (3) - Yougoslavie (21) |

## Résultats
| Podiums             | | | |
| Skiff               | Mervyn Wood Australie | Eduardo Risso Uruguay | Romolo Catasta Italie |
| Deux de couple      | Grande-Bretagne Richard Burnell Bert Bushnell                                                                                           | Danemark Ebbe Parsner Aage Larsen | Uruguay William Jones Juan Rodríguez |
| Deux sans barreur   | Grande-Bretagne Jack Wilson Ran Laurie                                                                                                  | Suisse Hans Kalt Josef Kalt | Italie Felice Fanetti Bruno Boni |
| Deux barré          | Danemark Finn Pedersen Tage Henriksen Carl-Ebbe Andersen (barreur)                                                                      | Italie Giovanni Steffè Aldo Tarlao Alberto Radi (barreur) | Hongrie Antal Szendey Béla Zsitnik Róbert Zimonyi (barreur)                                                                                               |
| Quatre sans barreur | Italie Giuseppe Moioli Elio Morille Giovanni Invernizzi Francesco Faggi                                                                 | Danemark Helge Halkjaer Aksel Bonde Hansen Helge Muxoll Schrøder Ib Storm Larsen                                                                                       | États-Unis Fred Kingsbury Stu Griffing Greg Gates Robert Perew                                                                                            |
| Quatre barré        | États-Unis Warren Westlund Bob Martin Bob Will Gordy Giovanelli Allan Morgan (barreur)                                                  | Suisse Rudolf Reichling Erich Schriever Émile Knecht Peter Stebler André Moccand (barreur)                                                                             | Danemark Erik Larsen Børge Raahauge Nielsen Henry Larsen Harry Knudsen Ib Olsen (barreur)                                                                 |
| Huit                | États-Unis Ian Turner David Turner James Hardy George Ahlgren Lloyd Butler David Brown Justus Smith John Stack Ralph Purchase (barreur) | Grande-Bretagne Christopher Barton Michael Lapage Guy Richardson Ernest Bircher Paul Massey Charles Lloyd (aviron) John Meyrick Alfred Mellows Jack Dearlove (barreur) | Norvège Kristoffer Lepsøe Thorstein Kråkenes Hans Hansen Halfdan Gran Olsen Harald Kråkenes Leif Næss Thor Pedersen Carl Monssen Sigurd Monssen (barreur) |

## Tableau des médailles
| Rang  | Nation          | Or | Argent | Bronze | Total |
| ----- | --------------- | -- | ------ | ------ | ----- |
| 1     | Grande-Bretagne | 2  | 1      | 0      | 3     |
| 2     | États-Unis      | 2  | 0      | 1      | 3     |
| 3     | Danemark        | 1  | 2      | 1      | 4     |
| 4     | Italie          | 1  | 1      | 2      | 2     |
| 5     | Australie       | 1  | 0      | 0      | 1     |
| 6     | Suisse          | 0  | 2      | 0      | 2     |
| 7     | Uruguay         | 0  | 1      | 1      | 2     |
| 8     | Hongrie         | 0  | 0      | 1      | 1     |
| 8     | Norvège         | 0  | 0      | 1      | 1     |
| Total | Total           | 7  | 7      | 7      | 21    |